# 5290 Langevin
Az 5290 Langevin (ideiglenes jelöléssel 1990 OD4) a Naprendszer kisbolygóövében található aszteroida. Henry Holt fedezte fel 1990. július 30-án.